# Лазаров, Здравко
Здра́вко Ла́заров (болг. Здравко Лазаров; 20 февраля 1976, Габрово) — болгарский футболист, нападающий. Он может сыграть на левом и правом фланге атаки, а также «под нападающим». Большую часть своей карьеры провёл в турецком чемпионате. В составе сборной участвовал в чемпионате Европы 2004 года.

## Клубная карьера
Здравко Лазаров начинал свою карьеру в родном городе, в местной команде — «Локомотив Септември». Затем он выступал за «Янтру», софийский «ЦСКА» и «Миньор». В июне 1998 года Лазаров подписал контракт с клубом «Левски», но в 1999 покинул клуб и перешёл в «Славию», где отыграл один сезон.
В 2000 году Здравко перебрался в турецкий чемпионат. Он выступал за «Коджаэлиспор», «Газиантепспор» и «Кайсери Эрджиесспор» (за шесть сезонов в Турции сыграл 197 матчей и забил 67 голов). Лазаров имел приглашение из московского «Спартака», но турецкий клуб «Газиантепспор» запросил большие деньги. В сборной Здравко чаще всего действовал со знаменитым Бербатовым, в Турции — с бразильцем Виолой. В «Шинник» перешёл из «Славии», где выступал по возвращении из Турции.
С августа 2008 года по 2009 был игроком софийского ЦСКА. 15 июня 2009 года Лазаров подписал контракт на 2 года с болгарским клубом «Черно море».
9 августа 2012 года после окончания контракта с «Локомотивом» из Пловдива, присоединился к софийской «Славии», в третий раз за карьеру.